# Садовниченко Дмитро Гаврилович
Дмитро Гаврилович Садовниченко (26 жовтня 1907, місто Павлоград Катеринославської губернії, тепер Дніпропетровської області — 16 лютого 1955, місто Хмельницький) — український радянський партійний діяч, 2-й секретар Хмельницького обкому КПУ.

## Біографія
Народився в родині робітника. Трудову діяльність розпочав у 1920 році учнем шевця-кустаря. Чотири роки працював коногоном шпалопросочувального заводу, а потім вантажником обозомеханічного заводу в місті Павлограді. У 1929—1932 роках — служба на Чорноморському військово-морському флоті СРСР.
Член ВКП(б) з 1931 року.
З 1933 року працював секретарем заводського комітету комсомолу в Дніпропетровській області. У 1934—1935 роках — заступник голови Павлоградської районної ради Товариства сприяння обороні, авіаційному і хімічному будівництву.
З 1935 року — 1-й секретар Павлоградського районного комітету комсомолу (ЛКСМУ) Дніпропетровської області.
У 1939—1940 роках — інструктор, завідувач організаційно-інструкторського відділу Павлоградського районного комітету КП(б)У Дніпропетровської області. У 1940 році працював 2-м секретарем Павлоградського районного комітету КП(б)У.
У 1940—1941 роках — 2-й секретар, 1-й секретар Лиманського районного комітету КП(б)У Ізмаїльської області.
З початку німецько-радянської війни — один з організаторів партизанського руху в Україні. У серпні 1941 року був призначений заступником секретаря Дніпропетровського підпільного обласного комітету КП(б)У Сташкова. Після арешту Сташкова з літа 1942 року до лютого 1943 року очолював Дніпропетровський підпільний обком КП(б)У.
З 1943 року працював в апараті ЦК КП(б)У, був відповідальним організатором організаційно-інструкторського відділу ЦК КП(б)У.
У 1948—1950 роках — слухач Вищої партійної школи при ЦК КП(б)У.
У серпні 1950 — лютому 1954 року — секретар Кам'янець-Подільського (Хмельницького) обласного комітету КП(б)У.
У лютому (затв. березень) 1954 — 16 лютого 1955 року — 2-й секретар Хмельницького обласного комітету КПУ.
Похований у місті Хмельницькому.

## Нагороди
- орден Червоного Прапора
- орден Вітчизняної війни І ст.
- медалі
- почесний громадянин Павлограда